# Dušan Tanasković
Dušan Tanasković (Smederevska Palanka, 23 de febrero de 2001) es un jugador de baloncesto serbio que pertenece a la plantilla del KK Igokea de la Liga de baloncesto de Bosnia y Herzegovina. Con 2,08 metros de altura juega en la posición de pívot. Es hermano del también baloncestista Nikola Tanasković.

## Trayectoria profesional
Tanasković se formó en las categorías inferiores del KK Partizán Belgrado, con el que debutó el 22 de diciembre de 2018 en la Liga Adriática con el Partizan en una victoria en casa sobre el KK Cedevita. El 5 de febrero de 2019, a los 17 años, debutó en la Eurocup en una derrota ante el Alba Berlín, registrando 6 puntos y 2 rebotes en menos de 11 minutos de tiempo de juego. El 28 de febrero de 2019, Tanasković firmó su primer contrato profesional con el KK Partizán Belgrado con el que conquistaría la Copa de baloncesto de Serbia. Tras ser cedido al KK Mladost Zemun de la Primera Liga de Serbia, disputó 20 partidos en los que promedió 8.2 puntos, 6 rebotes y 1.6 tapones en 22 minutos por partido. 
Tanasković en las siguientes temporadas también seguiría cedido en el KK Mladost Zemun y durante la temporada 2021-22 lo haría en el OKK Dunav.
El 16 de junio de 2022, Tanasković firmó un contrato de tres años con el KK Igokea de la Liga de baloncesto de Bosnia y Herzegovina, uniéndose al equipo de su hermano.